# Cornelia Janssen
Cornelia Janssen (* 20. Jahrhundert als Cornelia Wiederhold) ist eine deutsche Kamerafrau aus Baden-Baden.
Cornelia Janssen kam Ende der 1990er Jahre zum Südwestrundfunk und war zunächst als Kameraassistentin tätig. Seit 2007 ist sie dort als Kamerafrau aktiv. Zu ihren Arbeiten gehören zahlreiche Tatort-Episoden.

## Filmografie (Auswahl)
- 2007: Tatort: Fettkiller
- 2009: Tatort: Kassensturz
- 2009: Tatort: Tödlicher Einsatz
- 2009: Tatort: Altlasten
- 2010: Tatort: Hauch des Todes
- 2010: Tatort: Der Schrei
- 2010: Sechs Tage Angst
- 2011: Tatort: Der schöne Schein
- 2011: Tatort: Im Abseits
- 2011: Tatort: Das schwarze Haus
- 2012: Tatort: Tödliche Häppchen
- 2012: Bloch: Heißkalte Seele
- 2014: Glückskind
- 2014: Tatort: Winternebel
- 2016: Tatort: Wofür es sich zu leben lohnt
- 2019: Tatort: Maleficius
- 2020: Tatort: Leonessa
- 2020: Tatort: Der Welten Lohn
- 2020: Tatort: Unter Wölfen
- 2021: Tatort: Hetzjagd
- 2021: Tatort: Blind Date
- 2022: Tatort: Das Verhör
- 2023: Tatort: Avatar
- 2025: Tatort: Mike & Nisha